# Intensidade luminosa

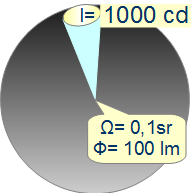
Holofote de 1000 cd

Em fotometria, intensidade luminosa é a medida da percepção da potência emitida por uma fonte luminosa em uma dada direção.
A unidade SLTI para medida de intensidade luminosa é a candela, abreviada como cd. Esse nome é histórico e tem sua origem no método inicial de definição da unidade, utilizando-se uma vela de cera de tamanho e composição padrão para comparação com outras fontes luminosas. É importante ressaltar que candela é uma unidade de base do SI.
Luminância não é a mesma grandeza física que intensidade luminosa, mas uma grandeza relacionada a densidade da intensidade luminosa.